# Ruby Raksin
Ruby Raksin (* 13. Juli 1917 in Philadelphia, Pennsylvania; † 18. Mai 1979 in Los Angeles, Kalifornien) war ein US-amerikanischer Filmkomponist und Orchesterleiter, der bei der Oscarverleihung 1967 einen Oscar für technische Verdienste gewann.

## Leben
Ruby Raksin war der jüngere Bruder des Filmkomponisten David Raksin (1912–2004). Er selbst war zunächst seit Ende der 1940er Jahre ohne besondere namentliche Erwähnung (uncredited) als Orchesterleiter – teilweise zusammen mit seinem Bruder als Komponisten – an zahlreichen Film- und Fernsehproduktionen beteiligt wie zum Beispiel Die Macht des Bösen (1948), Das Raubtier ist los! (1950), Colorado (1951), Der Mann in Schwarz (1951), Stadt der Illusionen (1952), Massai - Der große Apache (1954), The Donald O’Connor (1955), Abenteuer am Mississippi (1960), Zwei Wochen in einer anderen Stadt (1962), Was geschah wirklich mit Baby Jane? (1962), Die Heulboje (1964), Treffpunkt für zwei Pistolen (1964), Nebraska (1965) und Der Verwegene (1967) beteiligt.
Ende der 1950er Jahre begann er dann auch seine eigene Tätigkeit als Filmkomponist und er verfasste die Musik für Fernsehserien und Fernsehshows wie Riverboat (1959), The Jane Powell Show (1961), Hollywood and the Stars (1963 bis 1964), The Battle of the Bulge… The Brave Rifles oder Flipper (1966).
Bei der Oscarverleihung 1967 gewann Ruby Raksin gemeinsam mit Carroll Knudson einen Oscar für technische Verdienste „für Erstellung eines Komponistenhandbuchs für die Synchronisation von Filmmusik“ (‚For the production of a Composers Manual for Motion Picture Music Synchronization‘). Zu seinen späteren Arbeiten als Filmkomponist und Orchesterleiter gehörten Geheimnisse des Meeres (1971) und Eine ganz krumme Tour (1978).

## Filmografie (Auswahl)
- 1957: Land ohne Männer
- 1957: Die große Schuld
- 1957: Unter glühender Sonne
- 1959: Eine tolle Nummer
- 1959: Immer die verflixten Frauen
- 1959: Engel unter Sündern
- 1960: Die Kellerratten
- 1965: The Battle of the Bulge… The Brave Rifles (Dokumentarfilm)
- 1965: Privatdetektivin Honey West
- 1965: Das Vorleben der Sylvia West
- 1965: Heißer Strand Acapulco
- 1967: T.H.E. Cat – Artist und Detektiv
- 1976: Project: Kill
- 1978: High School-Träume

## Auszeichnung
Oscar
- Oscarverleihung 1967: Oscar für technische Verdienste